# Udinia lindae
Udinia lindae är en insektsart som beskrevs av Matile-ferrero och Le Ruyet 1985. Udinia lindae ingår i släktet Udinia och familjen skålsköldlöss. Inga underarter finns listade i Catalogue of Life.